# Dolycoris
Dolycoris (лат.) — род полужесткокрылых из семейства настоящих щитников подсемейства Pentatominae. Распространение ограничено Евразией.

## Описание
Третий-пятый сегмент усиков чёрные с белыми кольцами в основании и на вершине. Голова, переднеспинка и щиток в приподнятых светлых волосках. Мандибулярные пластинки длиннее наличника.

## Виды
В состав рода входят 10 видов:
- Dolycoris alobatus Hasan & Afzal, 1990
- Dolycoris baccarum  (Linnaeus, 1758)
- Dolycoris bengalensis Zaidi, 1995
- Dolycoris brachyserratus Hasan & Afzal, 1990
- Dolycoris formosanus Distant, 1887
- Dolycoris indicus Stål, 1876
- Dolycoris longispermathecus Hasan & Afzal, 1990
- Dolycoris numidicus Horváth, 1908
- Dolycoris penicillatus Horváth, 1904
- Dolycoris rotundiparatergite Hasan & Afzal, 1990